# Арвайхээр
Арвайхэ́эр (Арвайхэрэ, Арбай-Хэрэ; монг. Арвайхээр?, ᠠᠷᠪᠠᠶᠢᠬᠡᠭᠡᠷ?) — город, административный центр аймака Уверхангай в Монголии. Население — 21 705 чел. (по оценке 2010 года), по переписи 2000 года — 19 058 чел.. В городе расположены предприятия по производству пищевой продукции, швейные, обувные фабрики. В Арвайхээре есть банк, гостиницы. Имеется аэропорт, его международный код — AVK.
Арвайхээр является главным культурным центром аймака. В городе есть национально-драматический театр; ежегодно проводятся соревнования по конному спорту, различные фестивали. В Арвайхээр стоит памятник жеребцу по кличке Арвайхээр, на протяжении ряда лет побеждавшего на различных соревнованиях. Своё название город Арвайхээр и получил по кличке лошади.

## Галерея

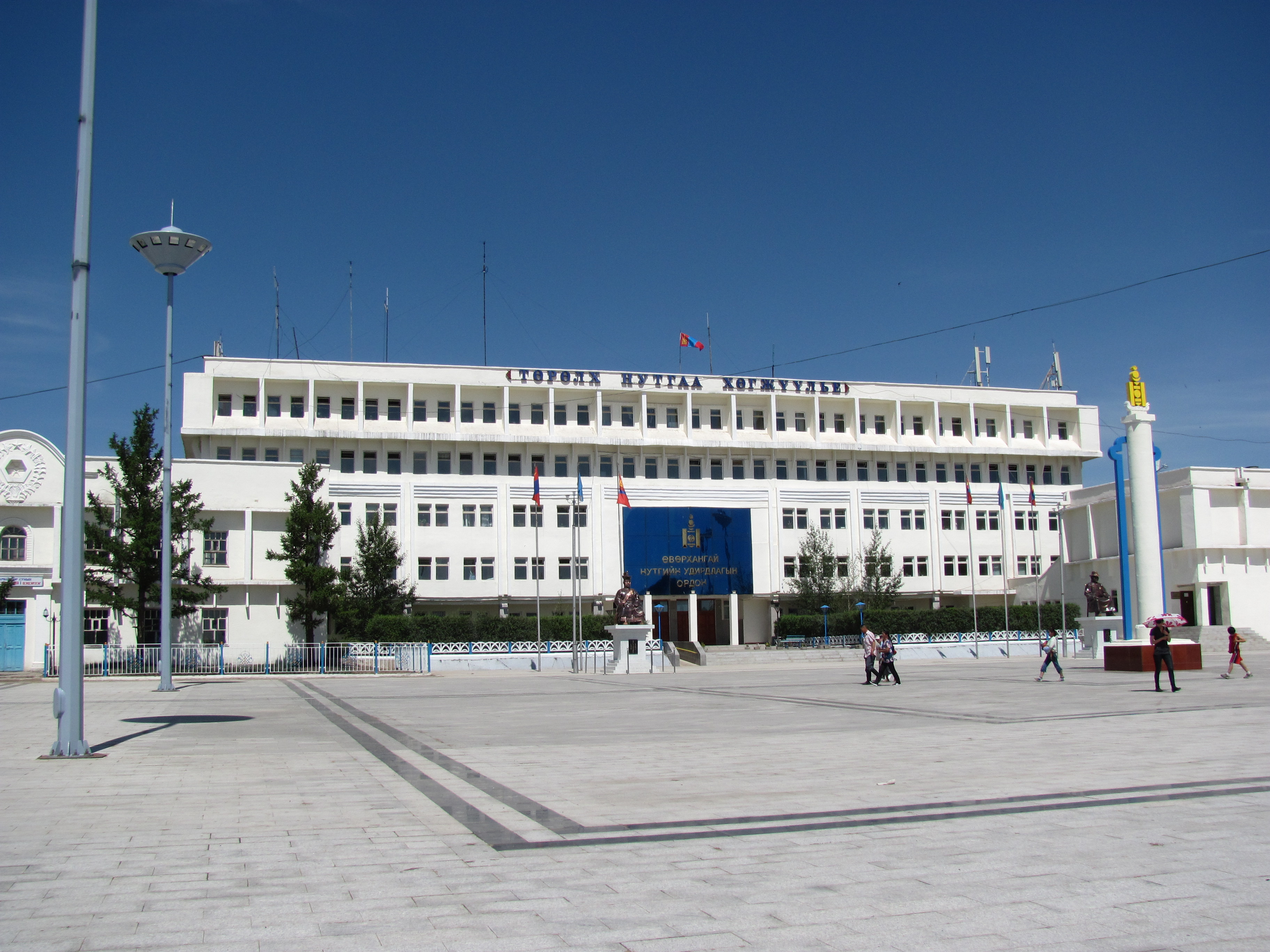
Здание администрации
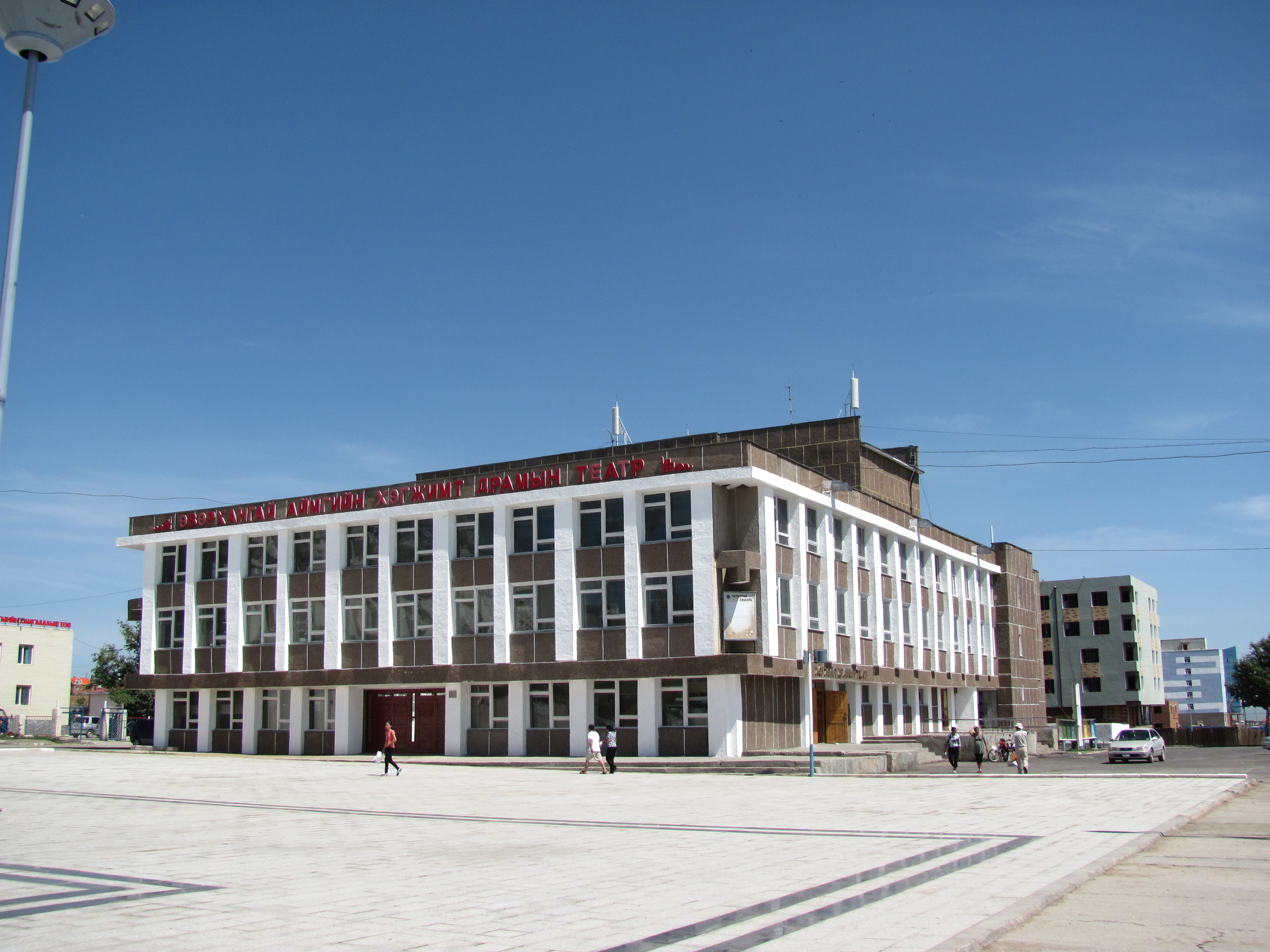
Театр
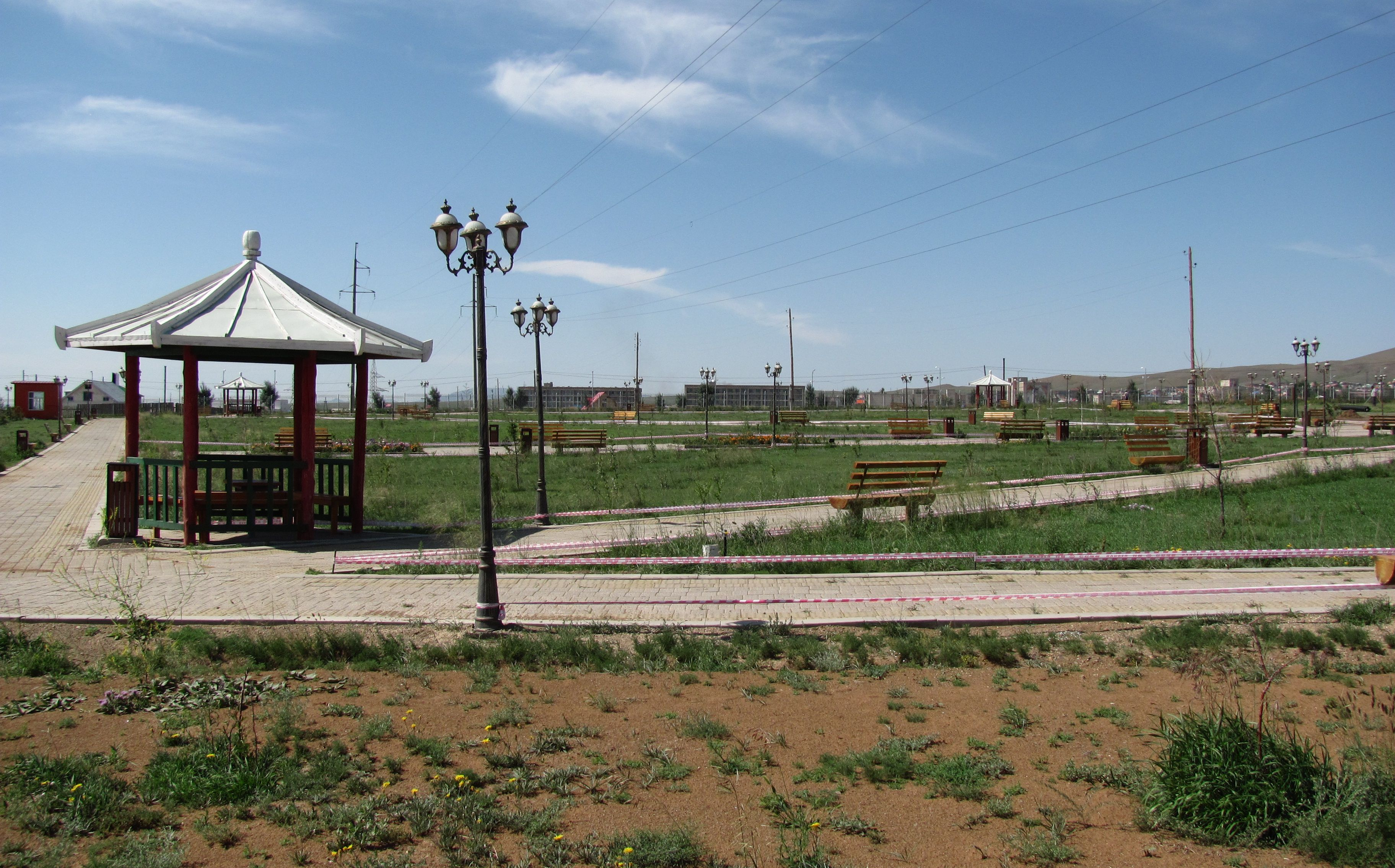
Новый парк развлечений